# Zeche Harmonie
Die Zeche Harmonie in Durchholz ist ein ehemaliges Steinkohlenbergwerk. Das Bergwerk wurde von 1824 bis 1837 auch Zeche Vereinigte Harmonie genannt. Die Zeche Harmonie hat eine über hundertjährige Bergwerksgeschichte. Auf dem Bergwerk wurde in der zweiten Hälfte des 18. Jahrhunderts oberflächennaher Bergbau betrieben.

## Geschichte
Am 3. Juni des Jahres 1760 wurde das Längenfeld Harmonie verliehen. Im Jahr 1824 konsolidierten die Zechen Melchior, Neue Gottessegen, Gottessegen, Neue St. Melchior sowie das gemutete Feld Vereinigte Elisabeth zur Zeche Harmonie. Die konsolidierte Zeche war jedoch nicht in Betrieb. Am 14. März des Jahres 1836 wurde das Geviertfeld Elisabeth verliehen. Ab März des Jahres 1838 wurde die Zeche in Betrieb genommen und es wurde begonnen, im Pleßbachtal einen Stollen aufzufahren. Im Jahr 1839 war Schacht Johann in Förderung. Der Schacht hatte eine Teufe von 33 Metern und war tonnlägig im Flöz erstellt worden. Im Jahr 1845 waren die Schächte Theodor und Caspar in Betrieb. In den Jahren 1854, 1857 und 1869 war die Zeche nachweislich in Betrieb, danach wurde sie wahrscheinlich in Fristen gelegt. Etwa um das Jahr 1873 wurde die Zeche Harmonie an die Zeche Elisabethenglück verkauft. Im Jahr 1908 wurde die Berechtsame von der Zeche Vereinigte Adolar übernommen. Die restlichen noch im Feld Harmonie vorhandenen Kohlenvorräte wurden von moderner ausgerüsteten Bergwerken abgebaut.

### Förderung und Belegschaft
Die ersten bekannten Förderzahlen stammen aus dem Jahr 1839, damals wurde eine Förderung von 6980⅝ preußische Tonnen Steinkohle erbracht. Im Jahr 1842 sank die Förderung auf 4198 preußische Tonnen. Im Jahr 1845 wurden mit 22 Bergleuten 3742 Tonnen Steinkohle gefördert. Dies entspricht einer Mann- und Schicht-Leistung von 0,6 Tonnen pro Mann und Schicht. Es sind die letzten bekannten Förder- und Belegschaftszahlen des Bergwerks.

## Heutiger Zustand
Nördlich der Straße Zum Pleßbach befindet sich auf der ehemaligen Kleinbahntrasse am Pleßbachweg eine alte Rösche. Diese Rösche, die früher das Stollenmundloch der Zeche Harmonie mit dem Pleßbach verband, ist eines der letzten Überbleibsel der alten Zeche Harmonie. Aus der Rösche fließt heute noch Wasser in den Pleßbach.